# Laganum
Genre
Laganum est un genre d'oursins irréguliers de la famille des Laganidae.

## Description et caractéristiques
Leur test est pentagonal, avec une marge fine et arrondie. La face orale est plate, la face aborale légèrement bombée au centre. Le disque apical, central, porte cinq gonopores (trait distinctif de ce genre dans sa famille, partagé uniquement avec le genre-frère Jacksonaster, et qui les distingue notamment de Peronella), avec les hydropores disposés dans un creux sinueux. L'intérieur du test est renforcé par un système complexe de contreforts concentriques. Les pétales sont bien développés et fermés distalement. Les plaques basicoronales sont arrangées en étoile, avec des plaques ambulacraires plus longues. La première paire de plaques interambulacraires n'est pas allongée, et la face orale est composée de cinq paires ou plus de plaques post-basicoronales. Le périprocte est situé sur la face orale, radialement allongé en ovale, à mi-chemin entre le péristome et la circonférence. Il se situe entre les premières et secondes paires de plaques post-basicoronales. Les aires interambulacraires se terminent adapicalement par une seule plaque. Des sillons nourriciers sont droits et simples.

Ce genre est apparu au Pliocène (ou peut-être même avant), et se rencontre dans l'Indo-Pacifique.

## Liste d'espèces
Selon World Register of Marine Species (18 janvier 2021) :
- Laganum boninense Mortensen, 1948 -- Pacifique ouest
- Laganum boschi Martin, in Jeannet & Martin, 1937 †
- Laganum centrale H.L. Clark, 1925 -- Tongatapu
- Laganum cubanum Weisbord, 1934 †
- Laganum decagonale (Blainville, 1827) -- Indo-Pacifique, du Bengale à l'Australie et Macao (5-300 m)
- Laganum dickersoni Israelsky, 1933b (†)
  - Laganum dickersoni keiense Mortensen, 1948
- Laganum equaepetala Israelsky, 1933b †
- Laganum fragile Dames, 1877 †
- Laganum fudsiyama Döderlein, 1885 -- Pacifique nord-ouest et peut-être Afrique du Sud
- Laganum joubini Koehler, 1922 -- océan Indien et peut-être jusqu'aux Philippines
- Laganum laganum (Leske, 1778) -- Indo-Pacifique central (0-34 m)
- Laganum lamberti Sánchez Roig, 1949 †
- Laganum leptum Jackson, 1937 †
- Laganum ocalanum Cooke, 1942 †
- Laganum pachycraspedum Nisiyama, 1968 †
- Laganum putnami A. Agassiz, 1864 -- Pacifique
- Laganum retinens Koehler, 1922 -- océan Indien
- Laganum santanae Sánchez Roig, 1949 †
- Laganum versatile Koehler, 1922 -- océan Indien

Certaines classifications placent l'espèce Jacksonaster depressum, unique taxon actuel du genre Jacksonaster, au sein du genre Laganum sous le nom Laganum depressum. 

Laganum boninense.
Laganum dickersoni keiense
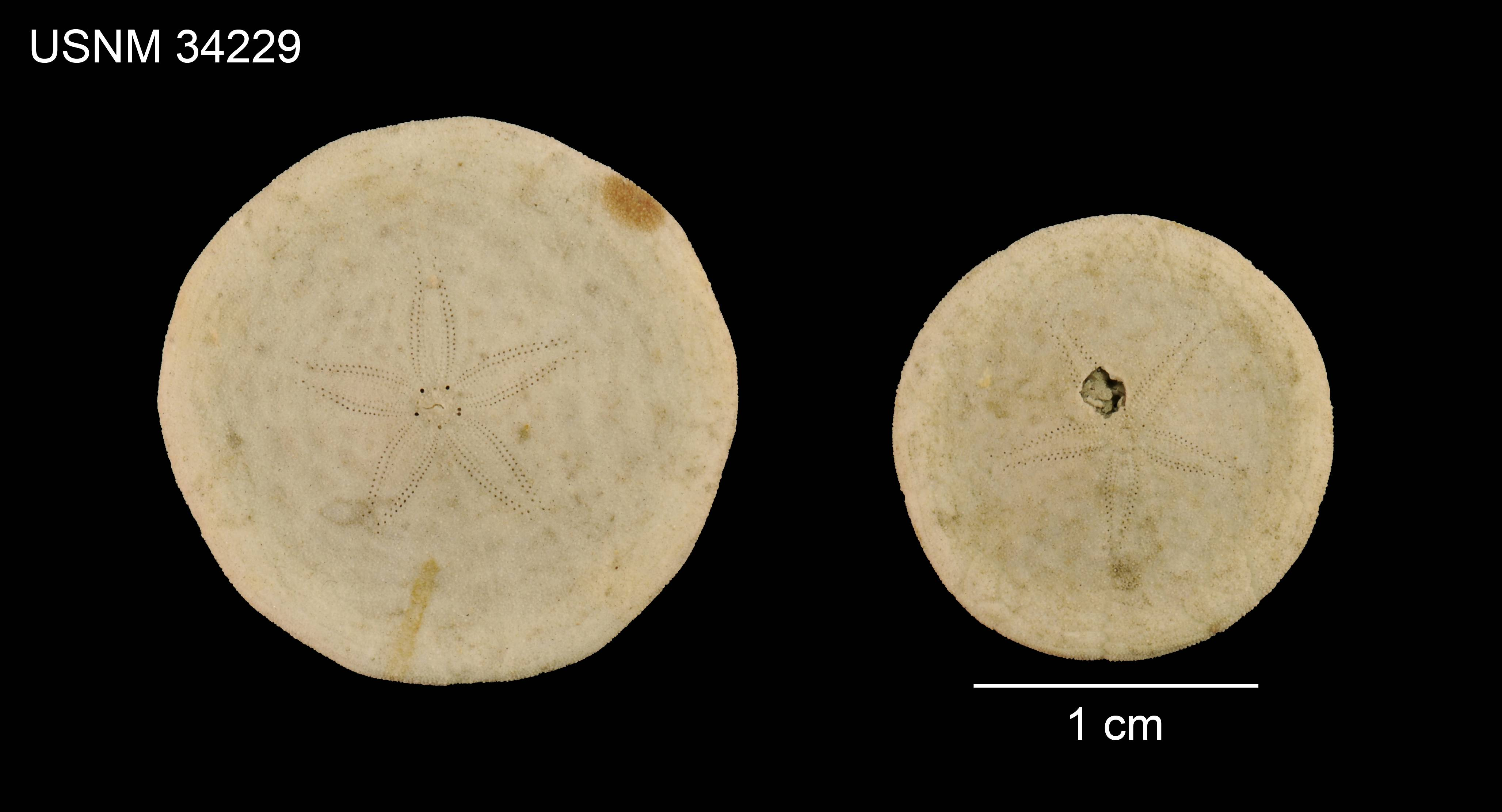
Laganum fudsiyama.
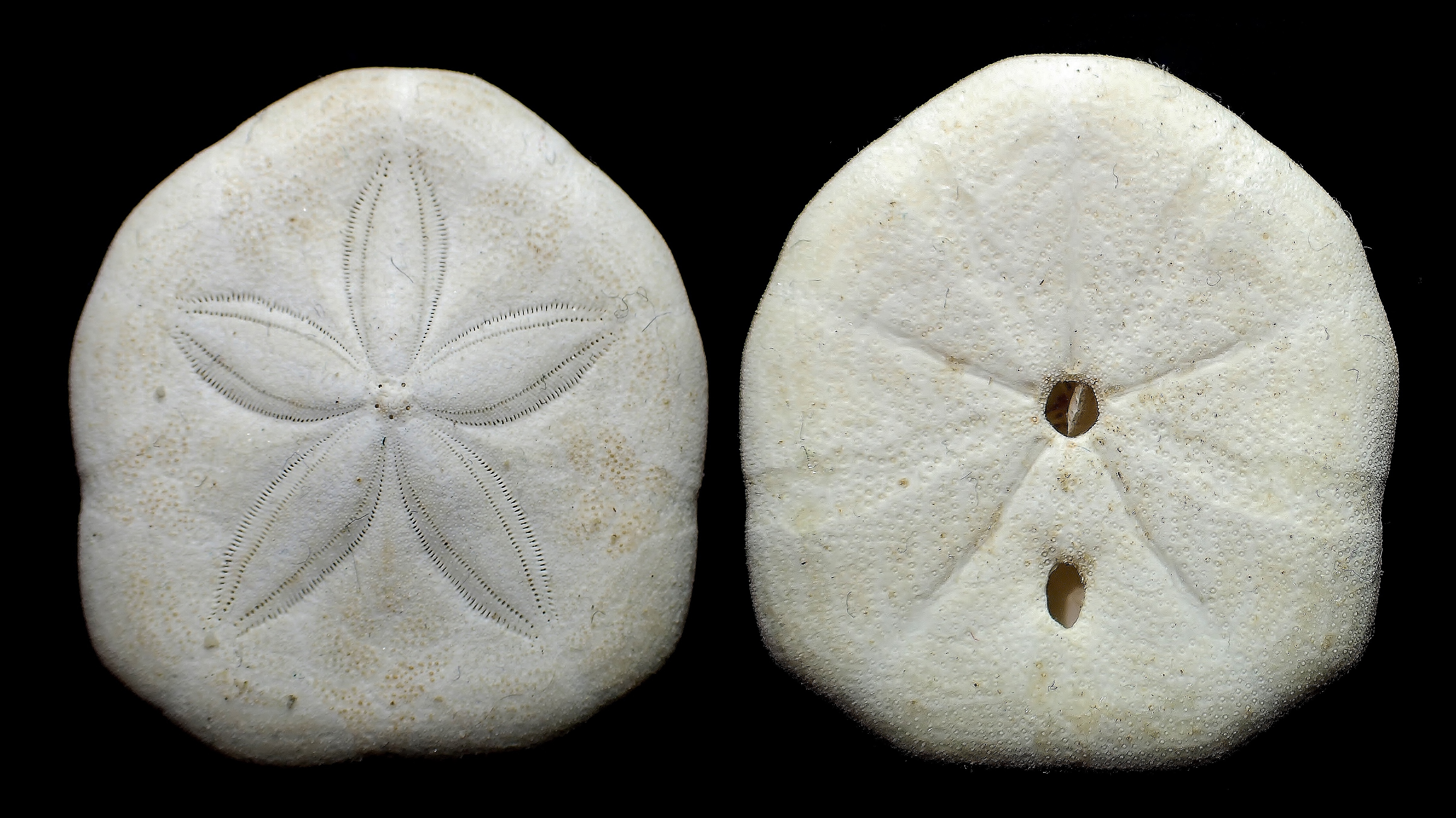
Laganum laganum.